# Kean Bryan
Kean Shay Bryan (Manchester, 1º novembre 1996) è un ex calciatore inglese, di ruolo difensore.

## Biografia
Dalla sua relazione con l'attrice Brooke Vincent ha avuto due figli (uno nato nel 2019, l'altro nel 2021).

## Caratteristiche tecniche
È un difensore centrale che può agire anche da esterno sinistro.

## Carriera
Cresciuto nel settore giovanile del Manchester City, inizia la propria carriera professionistica in Football League One con le maglie di Bury ed Oldham Athletic.
Nel 2018 viene acquistato dallo Sheffield Utd con cui però non riesce a trovare spazio venendo girato in prestito semestrale al Bolton nel gennaio 2020.
Terminato il prestito fa ritorno allo Sheffield, con cui, in data 28 novembre 2021, debutta in Premier League nel match perso 1-0 contro il West Bromwich; segna la sua prima rete in massima divisione il 27 gennaio 2021 aprendo le marcature nella vittoria per 2-1 sul Manchester Utd.
Rimasto svincolato dallo Sheffield, il 7 settembre 2021 firma per il West Bromwich.

## Statistiche
Statistiche aggiornate al 7 febbraio 2021.

### Presenze e reti nei club
| Stagione        | Squadra         | Campionato      | Campionato | Campionato | Coppe nazionali | Coppe nazionali | Coppe nazionali | Coppe continentali | Coppe continentali | Coppe continentali | Altre coppe | Altre coppe | Altre coppe | Totale | Totale | Totale |
| Stagione        | Squadra         | Comp            | Pres       | Reti       | Comp            | Pres            | Reti            | Comp               | Pres               | Reti               | Comp        | Pres        | Reti        | Pres   | Reti   |        |
| --------------- | --------------- | --------------- | ---------- | ---------- | --------------- | --------------- | --------------- | ------------------ | ------------------ | ------------------ | ----------- | ----------- | ----------- | ------ | ------ | ------ |
| 2016-2017       | Bury            | FL1             | 12         | 0          | FACup+CdL       | 0               | 0               |                    | -                  | -                  | EFL Trophy  | 1           | 0           | 13     | 0      |        |
| 2017-2018       | Oldham Athletic | FL1             | 32         | 2          | FACup+CdL       | 1+0             | 0               |                    | -                  | -                  | EFL Trophy  | 4           | 0           | 37     | 2      |        |
| 2018-2019       | Sheffield Utd   | FLC             | 0          | 0          | FACup+CdL       | 1+0             | 0               |                    | -                  | -                  |             | -           | -           | 1      | 0      |        |
| 2019-gen. 2020  | Sheffield Utd   | PL              | 0          | 0          | FACup+CdL       | 1+2             | 0               |                    | -                  | -                  |             | -           | -           | 3      | 0      |        |
| gen.-giu. 2020  | Bolton          | FL1             | 6          | 1          | FACup+CdL       | 0               | 0               |                    | -                  | -                  | EFL Trophy  | 0           | 0           | 6      | 1      |        |
| 2020-2021       | Sheffield Utd   | PL              | 5          | 1          | FACup+CdL       | 2+0             | 0               |                    | -                  | -                  |             | -           | -           | 7      | 1      |        |
| Totale carriera | Totale carriera | Totale carriera | 55         | 4          |                 | 12              | 0               |                    | -                  | -                  |             | -           | -           | 67     | 4      |        |